# Madame Jeantaud en el espejo
Madame Jeantaud en el espejo (Madame Jeantaud au miroir) es una pintura del pintor francés Edgar Degas, realizada alrededor de 1875 y conservada en el Museo de Orsay de París.

## Descripción
La obra representa a Berthe-Marie Bachoux, esposa de Jean-Baptiste Jeantaud, compañero de armas del pintor durante la guerra franco-prusiana de 1870. La mujer elegantemente vestida a la moda acaba de regresar a su apartamento o tal vez estar a punto de abandonarlo, y por eso se mira furtivamente al espejo mientras aprieta un manguito contra su vientre. El rostro está parcialmente oculto -casi de perfil perdido-, aunque el espejo colocado a la izquierda permite ver los rasgos de frente. 
El estilo de Degas es particularmente intenso y original aquí, debido a los cortes compositivos adoptados, que proponen soluciones visuales nuevas y dinámicas que sustituyen la visión frontal, icónica e inmóvil típica del retrato oficial (piénsese en Jean-Jacques Henner, autor también de un retrato de Madame Jeantaud). De hecho, en la obra de Degas, Madame Jeantaud mira al espectador con facilidad, pero de manera indirecta, a través del reflejo del espejo, símbolo tradicional de la variabilidad y del carácter ilusorio de la realidad. De este modo, Degas retoma un motivo iconográfico ya presente en el Renacimiento (el del «retrato en el espejo») y descompone la realidad, proponiéndola a través de diferentes «puntos de vista», preludiando así el arte cubista de Georges Braque y Pablo Picasso.